# Goodenia robusta
Goodenia robusta är en tvåhjärtbladig växtart som först beskrevs av George Bentham, och fick sitt nu gällande namn av Kurt Krause. Goodenia robusta ingår i släktet Goodenia och familjen Goodeniaceae. Inga underarter finns listade i Catalogue of Life.